# Ametropus eatoni
Ametropus eatoni  (лат.) — вид подёнок из рода Ametropus. Вид назван в честь Альфреда Итона.

## Распространение
Евразия: Европа, Сибирь, Дальний Восток. 

## Описание
Длина около 1 см. Желтовато-зелёные, стерниты брюшка жёлтые. 3 хвостовые нити. У самцов глаза разделены на 2 отдела. Лапки 5-члениковые, 1-й сегмент слит с голенью и неподвижен. Передние ноги самцов равны по длине 65 % от длины передних крыльев (у самок — 30 %). Нижнечелюстные и нижнегубные щупики 3-члениковые. Жабры личинок листовидные; плоскотелый псаммофил (грудь и брюшко уплощены), встречаются на песчаном грунте больших рек.